# Ultra Boys
Ultra Boys es un grupo ultra de seguidores del Real Sporting de Gijón constituido como peña en 1981. El grupo se ubica en el Fondo Sur del estadio El Molinón.

## Historia
Fundado en 1981, es uno de los grupos más antiguos del panorama deportivo ultra de España. En 2005 organizaron el partido del centenario del Real Sporting de Gijón ante la precaria situación del club.

## Ideología
Algunos Ultra Boys están vinculados con el movimiento neonazi y el fascismo. Además, han llegado a exhibir símbolos de estas ideologías de extrema derecha en partidos de fútbol. Además, desde el grupo se han propagado mensajes racistas, xenófobos, supremacistas, homófobos y misóginos. Por otra parte, desde Ultra Boys se han emitido peticiones de libertad para neonazis encarcelados y mensajes de apoyo a la División Azul y al franquismo.

## Situación legal y financiación
Según un informe del Observatorio contra la Violencia de Gijón, Ultra Boys se encuentra jurídicamente en situación de "alegalidad", al no estar el grupo inscrito en ningún registro de asociaciones y no contar con un Número de identificación fiscal propio.

### Financiación
Ultra Boys se financia a través de cuotas que cobra de sus asociados, así como de la venta de lotería y de merchandising. Sin embargo, al no estar inscrito en ningún registro de asociaciones, esto supondría una forma de financiación "irregular".

## Violencia
Ultra Boys ha sido protagonista de numerosos episodios violentos. 
- En diciembre de 2009, altercados entre miembros de Ultra Boys y aficionados del Sevilla FC finalizaron con trece heridos, dejando cuantiosos daños materiales.[8]
- En agosto de 2011, treinta hinchas de Ultra Boys fueron detenidos tras una batalla campal contra aficionados del Génova antes de un partido amistoso.[8]
- En mayo de 2013, siete ultras fueron arrestados tras agredir a dos guardias de seguridad del estadio de El Molinón.[1]
- En diciembre de 2014, fueron identificados seis miembros de Ultra Boys en los incidentes de Madrid conocidos como caso Jimmy y que finalizaron con la muerte de un aficionado del Deportivo de La Coruña. Uno de ellos fue detenido.[8]
- En marzo de 2017, tres miembros de la banda fueron detenidos por agredir a dos policías que trataban de identificarlos tras una disputa con hinchas del Real Club Deportivo de La Coruña.[9]
- En septiembre de 2017, doce miembros de Ultra Boys fueron detenidos por los eventos sucedidos antes del derbi frente al Real Oviedo.[10] Además, 25 ultraboys fueron sancionados económicamente por la Comisión Antiviolencia.[11]
- En abril de 2018, cinco miembros de Ultra Boys fueron detenidos por un ataque violento e indiscriminado a la clientela de un bar de Cimadevilla donde celebraban una fiesta los aficionados del Unión Club Ceares.[12][13] Tres de los mismos ingresaron en prisión.[14] Días después, otros tres integrantes de Ultraboys fueron detenidos por los mismos acontecimientos. Dos de los arrestados ya habían participado anteriormente en reyertas y actos violentos.[15][16]
- En enero de 2019, la peña sportinguista La 1905 denunció la agresión a uno de sus miembros por parte de un integrante de Ultra Boys. La 1905 expresó también su hartazgo ante las amenazas y los episodios de violencia que Ultra Boys viene dirigiendo hacia la peña desde la fundación de esta última.[17]

Pese a esto, son pocos los casos que llegan a ser condenados.
El grupo ultra ha sido acusado de generar problemas de "seguridad y convivencia" en el entorno de la entidad deportiva.

## Otras polémicas
Se ha mencionado la "falsa imagen de superioridad" que el grupo ultra posee de sí mismo, al tratar de forma despectiva al resto de aficionados y con amenazas a quien se oponga a ellos.
Un informe realizado da cuenta de que Ultra Boys cuenta con apoyo desde la dirección del club, presidido por Javier Fernández.

## Petición de expulsión
Por sus posiciones violentas y sus ideas racistas y neonazis, son cuantiosas las voces que piden que les sea denegado el acceso al estadio de El Molinón o incluso la disolución del grupo, como hizo el FC Barcelona con los Boixos Nois o el Real Madrid con los Ultras Sur.

## Afinidades
Tienen relación con los Supporters Gol Sur del Real Betis Balompié y el Frente Atlético del Club Atlético de Madrid.Además, también mantienen relaciones con el Frente Onuba del Real Club Recreativo de Huelva. El Ligallo Fondo Norte del Real Zaragoza también tiene vínculos comunes.